# Monostorpályi
Monostorpályi község Hajdú-Bihar vármegyében, a Derecskei járásban.

## Fekvése
A vármegye keleti részén helyezkedik el, Debrecentől 23 kilométerre. Területe mintegy 80%-ban a Nyírséghez tartozik.
A szomszédos települések: észak felől Debrecen, északkelet felől Újléta, kelet felől Létavértes, dél felől Pocsaj, nyugat felől pedig Hosszúpályi.

### Megközelítése
Legfontosabb közúti megközelítési útvonala a 4809-es út, mely áthalad a lakott területének déli részén; főutcája a 48 105-ös számú mellékút. Északi külterületeit érinti még a 4814-es út is.
Vasúton jelenleg nem érhető el. A hazai vasútvonalak közül a MÁV 107-es számú, Debrecen-Létavértes közötti Debrecen–Sáránd–Létavértes-vasútvonala érintette, de a vonalon 2009. december 12-én megszűnt a forgalom. Monostorpályi megállóhely a település déli részén helyezkedett el, közúti elérését a 48 308-as számú mellékút tette lehetővé.

## Természeti adottságai
A terület mai felszíni képe a földtörténet negyedkorában alakult ki.
Legelterjedtebb talajtani képződmény a futóhomok. Az egykori lefolyástalan, vízzel borított területek legjellemzőbb képződménye a kotu, amely szerves anyagoknak humuszos iszappal történő keveredése. Ilyen talaj az un. Tejfeles-dűlőben, a Ligeten, a Csonkás-dűlőben található. Iszapos agyag talajféleség a Keserűkút dűlőben van. Az uralkodó talajtípus mellett kisebb foltokban rozsdabarna erdő-, réti-, illetve mezőgazdasági talajok is előfordulnak.
A falu határában emelkedik a Bónis-hegy, amely egyben a község legmagasabb pontja: 138 m. A falu viszonylagosan kis területe ellenére változatos természeti adottságokkal rendelkezik. Növényzete a Nyírségi flórajáráshoz tartozik és a Tiszántúli flórajárás jellemzőit hordozza. A természeti örökség értékes része a település határában lévő, az Erdős pusztákkal határos részen található hat hektáros védett feketefenyves erdő.
Mezőgazdaságát tekintve, a gabonafélék termesztése a legjellemzőbb, de számottevő a zeller-, dohány-, zöldség-, és a szőlőtermesztés.

## Története
Monostorpályi és a szomszédos Hosszúpályi eredettörténete közös tőről fakad. Írásos emlékben először 1219-ben szerepel a falu, 'Pauli de Nyr' néven, mivel Bihar megyének ezt a részét Nyírnek vagy nyíri kerületnek nevezték. A Monostorpályi név kialakulásához egy történet kapcsolódik. A hagyomány szerint, egykor ezen a helyen a Paulinus barátoknak volt itt kolostoruk. Így a kolostor rövidített latin nevéből – Monostorium Pauli – ered a falu neve.

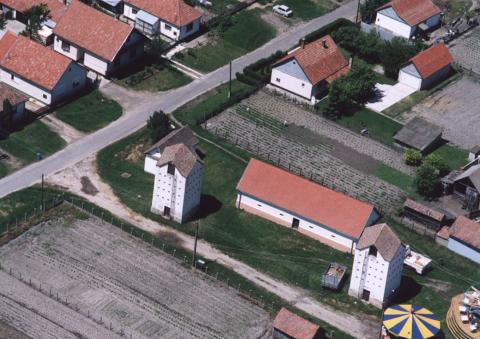
Monostorpályi légifotója

Régészeti leletek azt bizonyítják, hogy már a neolit korban élt itt egy népcsoport. A 8. században az avarok, a 10. században pedig két honfoglaló nemzetség, az Ákos és a Borsa családok birtokolták ezt a területet. Az Ákos nemzetség a megye nyíri részében volt birtokos. Leszármazottaik az Álmosdi Chyre család sarjai. Ez a Chyre család alapított az akkori Pályiban, Keresztelő Szent János tiszteletére egy monostort. Később Károly Róbert király a Debreceni Dósa nádornak adományozta a földet, így 1311-től Monostorpályi a debreceni uradalomhoz tartozott. 1461 után a Chyre család kihaltával, Báthori Andrásé lett a birtok. Az első adóösszeírást 1552-ben végezték. A községben ekkor 30 porta volt. A török idők végére Monostorpályi teljesen elpusztult.A törökkel vívott harcokban, községünkben esett el Balassi Ferenc tokaji vicekapitány. Az újranépesedés a 17. század végén kezdődött. Kitört a Rákóczi-szabadságharc. Ebből a korból egyetlen emlék maradt meg a faluban, az un. Rákóczi-árok. A falu összes okirata valószínűleg ekkor veszett el. A község viszontagságait az 1738-as pestisjárvány fokozta, ekkor 166 lakosunk vesztette életét.
Az 1848-49-es szabadságharcokban a falu is részt vett. Híressé vált katonák a következők: Thuolt István honvédhadnagy, Klubusitzky István huszár főhadnagy, Szabó Lajos altiszt, Létai Sándor, Hatvani Imre lovas katonák, Váry József főhadnagy. Thuolt István hadnagy Kossuth szárnysegédje volt, aki a szabadságharc bukása után külföldre menekült, de mihelyt rendeződött itthon a helyzet, visszatért, és a községben telepedett le. Kastélya az emigrációban élők találkozóhelye lett. Az általános iskola névadójául őt választotta.
A kiegyezés utáni időszakban a falu életét csak a környékbeli csárdák között utazó, portyázgató betyárok zavarták néha meg. Községünknek három csárdája volt, ezek még az első világháború előtt lassan eltűntek. Egy 1918-as kormány-rendelet értelmében az év végére össze kellett írni a földre jogosultakat, de a földrendelet nem javított a parasztság helyzetén. A Nagyatádi Szabó István-féle földreform is csak elméletben jelentett megoldást. Az kiosztott földek termeléshez túl kicsik voltak. Az 1932-33-as gazdasági válság a településen nagyban éreztette hatását.
A második világháború előtt a községben két nagybirtokos volt: Kövesdy Imre és a Gorove család. 1944 év nyarán a faluban élő 27 zsidót összeterelték, és Nagyváradra hurcolták. Monostorpályiba 1944. október 17-én érkeztek meg az orosz csapatok. Amit meghagytak a németek, azt mind elpusztították. A Földosztó Bizottságtól Monostorpályiban 525 család kapott földterületet.
1960-ban két termelőszövetkezet is alakult: a Búzakalász, és az Alkotmány TSZ.
A községet 1982-ben közös tanácsi irányítás alá vonták Hosszúpályival. A szétválásra 1990-ben került sor. Azóta a helyi önkormányzat önálló.

## Közélete

### Polgármesterei
| Időszak   | Polgármester | Párt      |
| --------- | ------------ | --------- |
| 1990–1994 | Vágó András  | független |
| 1994–1998 | Vágó András  | független |
| 1998–2002 | Vágó András  | független |
| 2002–2006 | Vágó András  | független |
| 2006–2010 | Vágó András  | független |
| 2010–2014 | Szabó József | független |
| 2014–2019 | Szabó József | független |
| 2019–2024 | Szabó József | független |
| 2024–     | Kondor Ernő  | független |

## Népesség
A település népességének változása:
| Lakosok száma | 2162 | 2143 | 2136 | 2127 | 2106 | 2123 | 2114 |
|               | 2013 | 2014 | 2015 | 2021 | 2022 | 2023 | 2024 |

2001-ben a település lakosságának 99%-a magyar, 1%-a egyéb (főleg ukrán és cigány) nemzetiségűnek vallotta magát.
A 2011-es népszámlálás során a lakosok 81%-a magyarnak, 0,6% cigánynak, 0,2% németnek mondta magát (19% nem nyilatkozott; a kettős identitások miatt a végösszeg nagyobb lehet 100%-nál). A vallási megoszlás a következő volt: római katolikus 9,3%, református 45%, görögkatolikus 2,6%, evangélikus 0,3%, felekezeten kívüli 12,8% (29,2% nem válaszolt).
2022-ben a lakosság 92,9%-a vallotta magát magyarnak, 0,4% cigánynak, 0,3% románnak, 0,2% ukránnak, 0,1% németnek, 1,2% egyéb, nem hazai nemzetiségűnek (7% nem nyilatkozott; a kettős identitások miatt a végösszeg nagyobb lehet 100%-nál). Vallásuk szerint 35,3% volt református, 5,7% római katolikus, 3,3% görög katolikus, 1,5% egyéb keresztény, 0,3% egyéb katolikus, 0,1% evangélikus, 19,5% felekezeten kívüli (34,2% nem válaszolt).

## Látnivalói

### Természeti látványosságok
A természeti látványosságok közül különösen a hat hektáros védett feketefenyves erdő érdemel említést, melynek területén értékes és ritka lágyszárú növényfajok, valamint gazdag rovarállomány is fellelhetők. A Hortobágyi Nemzeti Park minősítése alapján 300 ha természetileg védett terület is található. A falu határában néhány éve termálvizes kútra bukkantak, erre alapozva a tervek között szerepel a gyógy-turizmus beindítása.
Néhány jellemző növény-, és állatfaj:
- növények: agár kosbor, pusztai csenkesz, borjúpázsit, kék perje, szentperje, lila kosbor, sárga nőszirom, enyves mécsvirág, fehér erdei szellőrózsa, magyar kökörcsin, debreceni torma, debreceni csormolya, mocsári angyalgyökér, nád, dárdás nádtippan, gyékény, keskeny levelű gyékény, vízi harmattáska, mocsári aggófű, lila virágkáka, pirosas virágú réti füzény, orostostövű sás, villás sás, mocsári gólyahír, gyapjúsás, réti kakukkszegfű, réti kakukktorma, réti boglárkák, réti lóhere, sárga ernyőjű paszternák stb.
- madarak: gyurgyalag, füsti, parti- és molnárfecske, búbos vöcsök, bíbic, fehér gólya, szürke gém, fehér kócsag, aranysárga zöldike, stiglic, házi veréb, mezei veréb, erdei pinty, gerle, sárgarigó, seregély, vetési varjú, csóka, szarka, mátyásmadár, széncinke, kék cinege, függőcinege, nagy fakopáncs, nyaktekercs, fogoly, nemes fácán, kakukk, barázdabillegető, vízi csirke, héja, vadlúd, sas, vadkacsa, bagoly, sirály stb.
- emlősök: vörös róka, mezei nyúl, őz, görény, ürge, hörcsög, pocok, vakond, sün, vaddisznó, denevér, borz, mókus stb.
- hüllők, kétéltűek, kecskebéka, zöld levelibéka, halak: ponty, csuka, keszeg, naphal, törpeharcsa, sügér, csík, gyík stb.
- rovarok: szitakötő, szöcske, méh, lepke, hangyák, pókok, gyíkok stb.

A terület rovarvilága is értékes és számottevő.
Például termesz hangyaboly, (csíkgáti tölgyes)
A kirándulni vágyó természetet szerető ember a község északi részén megtalálja azt, amire vágyik, - a csendet, ős-természetet, ritka növény- és állatvilágot.

### Műemlékek
- A község legjellemzőbb műemlék jellegű épülete, a három építményből álló, több emeletes gabonatárolónak használt un. „tubus” magtár. Az egyedi műemlék együttest alkotó három terményszárító 1826-ban épült. A magtár épületekből kettő tubus alakú, galambdúc formájú, a harmadik fekvő, háromszintes épület. A tubus alakú magtárakba csigaköteles megoldással – lóvontatással – zsákokban juttatták fel a gabonát. Sajátos, eltolt szintű szellőzőrendszere kereszthuzat technológiájú. A gabona kivételekor az egész takarmánymennyiség megmozdul. A fekvő épületet termés-kiadásra és szárításra használták. A régi öregek futarának, lisztcserélőnek is hívták. Ezek az épületek szerves részei voltak egy uradalmi udvarnak, ahol szerfás dohányhodályok voltak még ezen kívül. Az önkormányzat 1992-ben megvásárolta az épületegyüttest és az Országos Műemléki Hivatallal közösen felújította.
- A tubus mellett megtekinthető a 18. századi református templom, amely fakazettás mennyezetével ritka építészeti különlegesség. Kertjében ritka fafajták is megtalálhatók. A jelenlegi templom a régi Pál rendi apátok 12. századi, kéttornyú temploma helyén épült. Az ásatások folyamán megtalálták a régi templom maradványait.
- A Bethlen u. 2. sz. alatti lakóház (tájház) mint a régi építészet emléke, szintén védett. Az épületben találhatók a falusi életet bemutató használati tárgyak.

### Híres emberek
- Itt született 1818. július 19-én Hatvani Imre ügyvéd, az 1848-49-es szabadságharc egyik őrnagya.
- Itt született 1865. február 1-én Pályi Ede újságíró.
- Itt született 1892. január 14-én Paksy-Kiss Tibor csendőrezredes, a kolozsvári IX. csendőrkerület parancsnoka.
- Itt született 1940. szeptember 26-án Bodnár László főiskolai tanár, egyetemi doktor.
- Itt született 1954. május 4-én Géczi János író, költő.